# 1908 au Yukon
Chronologie du Yukon
- 1904
- 1905
- 1906
- 1907
- 1908
- 1909
- 1910
- 1911
- 1912

Cette page concerne des événements d'actualité qui se sont produits durant l'année 1908 dans le territoire canadien du Yukon.

## Politique
- Commissaire : Alexander Henderson
- Commissaire de l'or : F.X. Gosselin (en)

## Événements
- 26 octobre : Le Parti libéral de Wilfrid Laurier remporte l'élection générale fédérale avec 133 candidats élus contre 85 candidats pour le Parti conservateur de Robert Borden. Dans la circonscription du territoire du Yukon, le libéral et ex commissaire Frederick Tennyson Congdon (en) l'emporte.

## Décès
- 26 décembre : Dawson Charlie (en) (º 1865)